# Henryk Bem (żużlowiec)
Henryk Bem (ur. 10 listopada 1962 w Rydułtowach) – polski żużlowiec.

## Kariera sportowa
Licencję żużlową zdobył w 1979 roku. W latach 1980–1998 startował w rozgrywkach z cyklu Drużynowych Mistrzostw Polski, reprezentując kluby ROW-u Rybnik (1980–1994), GKM-u Grudziądz (1995–1997) i RKM Rybnik (1998). Czterokrotnie zdobył medale DMP: trzykrotnie srebrne (1980, 1988, 1990) oraz brązowy (1989). W 1984 r. zdobył w Lublinie tytuł Młodzieżowego Drużynowego Wicemistrza Polski, natomiast w 1985 r. zdobył w Rybniku brązowy medal Mistrzostw Polski Par Klubowych. 
W 1982 r. zajął VII m. w finale Młodzieżowych Indywidualnych Mistrzostw Polski, rozegranym w Opolu. Dwukrotnie uczestniczył w finałach Indywidualnych Mistrzostw Polski (Zielona Góra 1986 – XIII m., Lublin 1990 – V m.). Był również dwukrotnym finalistą turniejów o „Srebrny” (1982 – XIII m., 1983 – VII m.) oraz „Złoty Kask” (1985 – IX m., 1990 – XI m.). W 1989 r. zwyciężył w Memoriale Jana Ciszewskiego.